# Bündner Herrschaft
Bündner Herrschaft (rätoromanska Signuradi) är ett landskap i regionen Landquart i den schweiziska kantonen Graubünden. Lokalt används ofta den kortare benämningen Herrschaft.
Det är kantonens nordligaste landskap, beläget på högra sidan av floden Rhen, och gränsar i väster till kanton Sankt Gallen samt i norr till furstendömet Liechtenstein och det österrikiska förbundslandet Vorarlberg.
Det är känt dels för sina vinodlingar, dels för att vara "hembygd" åt den litterära figuren Heidi som skapades av författaren Johanna Spyri i boken Heidi.

## Historik
Området var under medeltiden ett feodalt län, kallat Herrschaft Maienfeld. Det blev 1436 en del av det då bildade förbundet Zehngerichtenbund, i sin tur senare en del av Drei Bünde (föregångare till nuvarande Graubünden).
1509 köptes överhögheten över Herrschaft Maienfeld  av Drei Bünde, som innehade det som ett gemensamt förvaltat fögderi, samtidigt som det hade ett inre självstyre och fullt medlemskap i förbundet. Det fick den märkliga följden att invånarna på en gång var sina egna herrar och undersåtar. Det är ur dessa förhållanden det folkliga namnet Bündner Herrschaft har uppstått.
1803 blev Herrschaft Maienfeld helt självständigt, och när kantonen 1851 delades in i politiska kretsar gjordes det till krets Maienfeld. Från och med 2016 är kretsarnas politiska funktioner avskaffade, och de kvarstår endast som valkretsar.

## Språk
Tyska språket trängde undan det rätoromanska under 1300-1500-talet, främst genom inflyttning av tysktalande från lägre liggande bygder i Rhendalen och området runt Bodensjön.

## Religion
Samtliga församlingar i området antog den reformerta läran under perioden 1524-1540. Numera finns dock till följd av inflyttning en betydande katolsk minoritet.

## Indelning
Bündner Herrschaft består av fyra kommuner:
| Vapen     | Kommun    | Invånare (2014-12-31) | Yta in km² | Kommunkod |
| --------- | --------- | --------------------- | ---------- | --------- |
| Fläsch    | Fläsch    | 719                   | 19,95      | 3951      |
| Jenins    | Jenins    | 909                   | 10,50      | 3952      |
| Maienfeld | Maienfeld | 2 740                 | 32,37      | 3953      |
| Malans    | Malans    | 2 306                 | 11,38      | 3954      |